# Puchar Ameryki Północnej w snowboardzie 2023/2024
Puchar Ameryki Północnej w snowboardzie w sezonie 2023/2024 to kolejna edycja tej imprezy. Cykl rozpoczął się 4 stycznia 2024 r. w amerykańskim Afton Alps Ski Area zawodami w slalomie równoległym, natomiast finałowe zmagania zwieńczono 3 kwietnia 2024 r. w kanadyjskim Stoneham zawodami w slopestyle'u.

## Konkurencje
- PSL - slalom równoległy
- PGS - gigant równoległy
- SBX - snowboardcross
- SS - slopestyle
- HP - halfpipe
- BA - big air

Na liście klasyfikacji widnieje również oznaczenie PAR, które nie odzwierciedla żadnej konkurencji. Jest to zsumowana klasyfikacja PSL i PGS.

## Kalendarz i wyniki Pucharu Ameryki Północnej

### Mężczyźni
| Lp. | Data             | Miejscowość                        | Konkurencja | 1. miejsce          | 2. miejsce                | 3. miejsce          |
| --- | ---------------- | ---------------------------------- | ----------- | ------------------- | ------------------------- | ------------------- |
| 1.  | 4 stycznia 2024  | Afton Alps Ski Area                | PSL         | Jules Lefebvre      | Walker Overstake          | Luis Freeman        |
| 2.  | 5 stycznia 2024  | Afton Alps Ski Area                | PSL         | Dylan Udolf         | Michael Nazwaski          | Michael Smith       |
| 3.  | 11 stycznia 2024 | Steamboat Ski Resort/Howelsen Hill | PGS         | Justin Carpentier   | Robert Burns              | Shikoh Sugimoto     |
| 4.  | 12 stycznia 2024 | Steamboat Ski Resort/Howelsen Hill | PSL         | Robert Burns        | Émile Gaudet              | Justin Carpentier   |
|     | 11 stycznia 2024 | Sunshine Village                   | SBX         | Odwołano            | Odwołano                  | Odwołano            |
|     | 12 stycznia 2024 | Sunshine Village                   | SBX         | Odwołano            | Odwołano                  | Odwołano            |
| 5.  | 17 stycznia 2024 | Sun Peaks                          | SS          | Tosh Krauskopf      | Lane Weaver               | Finn Finestone      |
| 6.  | 18 stycznia 2024 | Sun Peaks                          | BA          | Yang Wenlong        | Brooklyn DePriest         | Liam Johnson        |
| 7.  | 25 stycznia 2024 | Copper Mountain                    | HP          | Levko Fedorowycz    | Hiroto Sugizaki           | Kade Martin         |
| 8.  | 26 stycznia 2024 | Copper Mountain                    | SS          | Fynn Bullock-Womble | Liam Johnson              | Nicolas Laframboise |
| 9.  | 5 lutego 2024    | Val Saint-Côme                     | PGS         | Ben Heldman         | Masaki Shiba              | Arnaud Gaudet       |
| 10. | 6 lutego 2024    | Val Saint-Côme                     | PGS         | Masaki Shiba        | Arnaud Gaudet             | Michael Nazwaski    |
| 11. | 8 lutego 2024    | Mammoth Mountain                   | SS          | Ian Matteoli        | Hiroto Ogiwara            | Niek van der Velden |
|     | 9 lutego 2024    | Mammoth Mountain                   | BA          | Odwołano            | Odwołano                  | Odwołano            |
| 12. | 9 lutego 2024    | Alpine Ski Club                    | PSL         | Arnaud Gaudet       | Jules Lefebvre            | Ben Heldman         |
| 13. | 10 lutego 2024   | Alpine Ski Club                    | PGS         | Arnaud Gaudet       | Ben Heldman               | Jules Lefebvre      |
|     | 13 lutego 2024   | WinSport Calgary                   | SS          | Odwołano            | Odwołano                  | Odwołano            |
|     | 14 lutego 2024   | WinSport Calgary                   | BA          | Odwołano            | Odwołano                  | Odwołano            |
| 14. | 21 lutego 2024   | WinSport Calgary                   | HP          | Alessandro Barbieri | Jason Wolle               | Orion Casas         |
|     | 15 lutego 2024   | Big White Ski Resort               | SBX         | Odwołano            | Odwołano                  | Odwołano            |
|     | 16 lutego 2024   | Big White Ski Resort               | SBX         | Odwołano            | Odwołano                  | Odwołano            |
| 15. | 21 lutego 2024   | Gore Mountain Ski Area             | SBX         | Nathan Pare         | Tyler Hamel               | Connor Schlegel     |
| 16. | 22 lutego 2024   | Gore Mountain Ski Area             | SBX         | Nathan Pare         | Connor Schlegel           | Theodore McLemore   |
| 17. | 26 lutego 2024   | Holiday Valley Resort              | PGS         | Jules Lefebvre      | Richard Riley Kilmer-Choi | Robert Burns        |
| 18. | 27 lutego 2024   | Holiday Valley Resort              | PGS         | Robert Burns        | Richard Riley Kilmer-Choi | Michael Nazwaski    |
| 19. | 27 lutego 2024   | Sunday River Resort                | SBX         | Theodore McLemore   | Nathan Pare               | Cam Poklop          |
| 20. | 28 lutego 2024   | Sunday River Resort                | SBX         | Nathan Pare         | Boden Gerry               | Noah Royz           |
|     | 9 marca 2024     | Horseshoe Resort                   | BA          | Odwołano            | Odwołano                  | Odwołano            |
|     | 11 marca 2024    | Horseshoe Resort                   | SS          | Odwołano            | Odwołano                  | Odwołano            |
|     | 10 marca 2024    | Ontario                            | SBX         | Odwołano            | Odwołano                  | Odwołano            |
|     | 11 marca 2024    | Ontario                            | SBX         | Odwołano            | Odwołano                  | Odwołano            |
| 21. | 16 marca 2024    | Steamboat Ski Resort/Mount Werner  | SBX         | Theodore McLemore   | Boden Gerry               | Jacob Lebel         |
| 22. | 17 marca 2024    | Steamboat Ski Resort/Mount Werner  | SBX         | Theodore McLemore   | Cam Poklop                | Mason Hamel         |
| 23. | 17 marca 2024    | Aspen/Snowmass                     | SS          | Hayden Tyler        | Noah Avallone             | Liam Johnson        |
| 24. | 18 marca 2024    | Aspen/Snowmass                     | HP          | Jake Pates          | Sumner Orr                | Orion Casas         |
| 25. | 18 marca 2024    | Aspen/Snowmass                     | HP          | Levko Fedorowycz    | Jake Pates                | Sumner Orr          |
| 26. | 28 marca 2024    | Mont-Sainte-Anne                   | SBX         | Evan Bichon         | Theodore McLemore         | Kristian Holmen     |
| 27. | 29 marca 2024    | Mont-Sainte-Anne                   | SBX         | Evan Bichon         | Tristan Bell              | Connor Schlegel     |
| 28. | 3 kwietnia 2024  | Stoneham                           | BA          | Francis Jobin       | Coltan Eckert             | Truth Smith         |
| 29. | 3 kwietnia 2024  | Stoneham                           | SS          | Eli Bouchard        | Nicolas Laframboise       | Truth Smith         |

### Klasyfikacje
| Lp. | Zawodnik                  | Punkty |
| --- | ------------------------- | ------ |
| 1.  | Jules Lefebvre            | 425    |
| 2.  | Robert Burns              | 425    |
| 3.  | Arnaud Gaudet             | 340    |
| 4.  | Michael Nazwaski          | 340    |
| 5.  | Justin Carpentier         | 314    |
| 6.  | Dylan Udolf               | 267    |
| 7.  | Richard Riley Kilmer-Choi | 260    |
| 8.  | Walker Overstake          | 258    |
| 9.  | Masaki Shiba              | 241    |
| 10. | Ben Heldman               | 240    |

| Lp. | Zawodnik          | Punkty |
| --- | ----------------- | ------ |
| 1.  | Theodore McLemore | 485    |
| 2.  | Nathan Pare       | 380    |
| 3.  | Boden Gerry       | 350    |
| 4.  | Cam Poklop        | 305    |
| 5.  | Mason Hamel       | 281    |
| 6.  | Noah Royz         | 236    |
| 7.  | Connor Schlegel   | 232    |
| 8.  | Evan Bichon       | 200    |
| 9.  | Jacob Lebel       | 196    |
| 10. | Tyler Hamel       | 180    |

| Lp. | Zawodnik            | Punkty |
| --- | ------------------- | ------ |
| 1.  | Liam Johnson        | 245    |
| 2.  | Brooklyn DePriest   | 189    |
| 3.  | Yang Wenlong        | 169    |
| 4.  | Nicolas Laframboise | 162    |
| 5.  | Evan Wrobel         | 150    |
| 6.  | Lucas Ferry         | 144    |
| 7.  | Francis Jobin       | 141    |
| 8.  | Coltan Eckert       | 138    |
| 9.  | Eli Bouchard        | 132    |
| 10. | Hayden Tyler        | 125    |

| Lp. | Zawodnik            | Punkty |
| --- | ------------------- | ------ |
| 1.  | Levko Fedorowycz    | 250    |
| 2.  | Sumner Orr          | 185    |
| 3.  | Jake Pates          | 180    |
| 4.  | Orion Casas         | 156    |
| 5.  | Alessandro Barbieri | 150    |
| 6.  | Jason Wolle         | 148    |
| 7.  | Kade Martin         | 145    |
| 8.  | Noah Avallone       | 126    |
| 9.  | Elijah Pyle         | 81     |
| 10. | Hiroto Sugizaki     | 80     |

### Kobiety
| Lp. | Data             | Miejscowość                        | Konkurencja | 1. miejsce           | 2. miejsce           | 3. miejsce           |
| --- | ---------------- | ---------------------------------- | ----------- | -------------------- | -------------------- | -------------------- |
| 1.  | 4 stycznia 2024  | Afton Alps Ski Area                | PSL         | Aurélie Moisan       | Kaylie Buck          | Noa Kanazawa         |
| 2.  | 5 stycznia 2024  | Afton Alps Ski Area                | PSL         | Kaylie Buck          | Aurélie Moisan       | Asa Toyoda           |
| 3.  | 11 stycznia 2024 | Steamboat Ski Resort/Howelsen Hill | PGS         | Aurélie Moisan       | Asa Toyoda           | Noa Kanazawa         |
| 4.  | 12 stycznia 2024 | Steamboat Ski Resort/Howelsen Hill | PSL         | Aurélie Moisan       | Abby Van Groningen   | Alexa Bullis         |
|     | 11 stycznia 2024 | Sunshine Village                   | SBX         | Odwołano             | Odwołano             | Odwołano             |
|     | 12 stycznia 2024 | Sunshine Village                   | SBX         | Odwołano             | Odwołano             | Odwołano             |
| 5.  | 17 stycznia 2024 | Sun Peaks                          | SS          | Rebecca Flynn        | Amalia Pelchat       | Alessia Vergani      |
| 6.  | 18 stycznia 2024 | Sun Peaks                          | BA          | Alessia Vergani      | Rebecca Flynn        | Barrett Hendrix      |
| 7.  | 25 stycznia 2024 | Copper Mountain                    | HP          | Tsuki Yamazaki       | Rochelle Weinberg    | Misaki Vaughan       |
| 8.  | 26 stycznia 2024 | Copper Mountain                    | SS          | Kaitlyn Adams        | Juliette Pelchat     | Ty Schnorrbusch      |
| 9.  | 5 lutego 2024    | Val Saint-Côme                     | PGS         | Kaylie Buck          | Aurélie Moisan       | Noa Kanazawa         |
| 10. | 6 lutego 2024    | Val Saint-Côme                     | PGS         | Aurélie Moisan       | Kaylie Buck          | Alexa Bullis         |
| 11. | 8 lutego 2024    | Mammoth Mountain                   | SS          | Hailey Langland      | Kaitlyn Adams        | Rebecca Flynn        |
|     | 9 lutego 2024    | Mammoth Mountain                   | BA          | Odwołano             | Odwołano             | Odwołano             |
| 12. | 9 lutego 2024    | Alpine Ski Club                    | PSL         | Aurélie Moisan       | Asa Toyoda           | Ayane Jige           |
| 13. | 10 lutego 2024   | Alpine Ski Club                    | PGS         | Noa Kanazawa         | Suzumi Maeda         | Hinano Oshima        |
|     | 13 lutego 2024   | WinSport Calgary                   | SS          | Odwołano             | Odwołano             | Odwołano             |
|     | 14 lutego 2024   | WinSport Calgary                   | BA          | Odwołano             | Odwołano             | Odwołano             |
| 14. | 21 lutego 2024   | WinSport Calgary                   | HP          | Brooke D'Hondt       | Rochelle Weinberg    | Jenna Walker         |
|     | 15 lutego 2024   | Big White Ski Resort               | SBX         | Odwołano             | Odwołano             | Odwołano             |
|     | 16 lutego 2024   | Big White Ski Resort               | SBX         | Odwołano             | Odwołano             | Odwołano             |
| 15. | 21 lutego 2024   | Gore Mountain Ski Area             | SBX         | Virginia Boyd        | Hannah Turkington    | Kendall Harrington   |
| 16. | 22 lutego 2024   | Gore Mountain Ski Area             | SBX         | Hannah Turkington    | Madeline Lochte-Bono | Kendall Harrington   |
| 17. | 26 lutego 2024   | Holiday Valley Resort              | PGS         | Asa Toyoda           | Kaiya Kizuka         | Abby Van Groningen   |
| 18. | 27 lutego 2024   | Holiday Valley Resort              | PGS         | Kaiya Kizuka         | Grace Domino         | Asa Toyoda           |
| 19. | 27 lutego 2024   | Sunday River Resort                | SBX         | Madeline Lochte-Bono | Virginia Boyd        | Kendall Harrington   |
| 20. | 28 lutego 2024   | Sunday River Resort                | SBX         | Madeline Lochte-Bono | Virginia Boyd        | Felicia Turcotte     |
|     | 9 marca 2024     | Horseshoe Resort                   | BA          | Odwołano             | Odwołano             | Odwołano             |
|     | 11 marca 2024    | Horseshoe Resort                   | SS          | Odwołano             | Odwołano             | Odwołano             |
|     | 10 marca 2024    | Ontario                            | SBX         | Odwołano             | Odwołano             | Odwołano             |
|     | 11 marca 2024    | Ontario                            | SBX         | Odwołano             | Odwołano             | Odwołano             |
| 21. | 16 marca 2024    | Steamboat Ski Resort/Mount Werner  | SBX         | Madeline Lochte-Bono | Virginia Boyd        | Kendall Harrington   |
| 22. | 17 marca 2024    | Steamboat Ski Resort/Mount Werner  | SBX         | Hannah Turkington    | Felicia Turcotte     | Virginia Boyd        |
| 23. | 17 marca 2024    | Aspen/Snowmass                     | SS          | Courtney Rummel      | Lily Dhawornvej      | Barrett Hendrix      |
| 24. | 18 marca 2024    | Aspen/Snowmass                     | HP          | Madeline Schaffrick  | Kinsley White        | Rochelle Weinberg    |
| 25. | 18 marca 2024    | Aspen/Snowmass                     | HP          | Sonora Alba          | Madeline Schaffrick  | Zoe Guerrero         |
| 26. | 28 marca 2024    | Mont-Sainte-Anne                   | SBX         | Madeline Lochte-Bono | Virginia Boyd        | Rose Savard-Ferguson |
| 27. | 29 marca 2024    | Mont-Sainte-Anne                   | SBX         | Hanna Percy          | Madeline Lochte-Bono | Virginia Boyd        |
| 28. | 3 kwietnia 2024  | Stoneham                           | BA          | Juliette Vallerand   | Rebecca Flynn        | Kaitlyn Adams        |
| 29. | 3 kwietnia 2024  | Stoneham                           | SS          | Jasmine Baird        | Juliette Pelchat     | Katie Brayer         |

### Klasyfikacje
| Lp. | Zawodniczka        | Punkty |
| --- | ------------------ | ------ |
| 1.  | Aurélie Moisan     | 580    |
| 2.  | Asa Toyoda         | 430    |
| 3.  | Kaylie Buck        | 389    |
| 4.  | Noa Kanazawa       | 370    |
| 5.  | Kaiya Kizuka       | 322    |
| 6.  | Grace Domino       | 310    |
| 7.  | Abby Van Groningen | 298    |
| 8.  | Alexa Bullis       | 291    |
| 9.  | Mika Kizuka        | 191    |
| 10. | Linda Jechová      | 185    |

| Lp. | Zawodniczka          | Punkty |
| --- | -------------------- | ------ |
| 1.  | Madeline Lochte-Bono | 560    |
| 2.  | Virginia Boyd        | 480    |
| 3.  | Hannah Turkington    | 411    |
| 4.  | Hanna Percy          | 327    |
| 5.  | Felicia Turcotte     | 307    |
| 6.  | Kendall Harrington   | 305    |
| 7.  | Rose Savard-Ferguson | 219    |
| 8.  | Yoshi Kohlwes        | 219    |
| 9.  | Sarah Keck           | 198    |
| 10. | Nicola Dempsey       | 196    |

| Lp. | Zawodniczka      | Punkty |
| --- | ---------------- | ------ |
| 1.  | Rebecca Flynn    | 290    |
| 2.  | Kaitlyn Adams    | 290    |
| 3.  | Lily Dhawornvej  | 206    |
| 4.  | Barrett Hendrix  | 200    |
| 5.  | Juliette Pelchat | 184    |
| 6.  | Alessia Vergani  | 174    |
| 7.  | Courtney Rummel  | 168    |
| 8.  | Ty Schnorrbusch  | 161    |
| 9.  | Jasmine Baird    | 150    |
| 10. | Katie Brayer     | 150    |

| Lp. | Zawodniczka         | Punkty |
| --- | ------------------- | ------ |
| 1.  | Madeline Schaffrick | 220    |
| 2.  | Rochelle Weinberg   | 220    |
| 3.  | Kinsley White       | 170    |
| 4.  | Zoe Guerrero        | 155    |
| 5.  | Jenna Walker        | 125    |
| 6.  | Misaki Vaughan      | 102    |
| 7.  | Felicity Geremia    | 102    |
| 8.  | Sonora Alba         | 100    |
| 8.  | Brooke D'Hondt      | 100    |
| 8.  | Tsuki Yamazaki      | 100    |